# Santa Terezinha do Tocantins
Santa Terezinha do Tocantins is een gemeente in de Braziliaanse deelstaat Tocantins. De gemeente telt 2.343 inwoners (schatting 2009).